# Mikel Balenziaga
Mikel Balenziaga Oruesagasti (Zumárraga, Guipúzcoa; 29 de febrero de 1988) es un exfutbolista español que jugaba de lateral izquierdo.
Con 321 partidos oficiales, es el tercer lateral izquierdo con más encuentros jugados en la historia del Athletic Club, por detrás de Aitor Larrazábal y Canito.

## Trayectoria
Nacido y criado en la localidad guipuzcoana de Zumárraga, se inició como futbolista en la SD Urola de dicho municipio. Con catorce años, en categoría cadete, se incorporó a la cantera de la Real Sociedad, donde jugaba como centrocampista. En su etapa juvenil fue reconvertido a lateral izquierdo. En diciembre de 2006 promocionó al Sanse, con el que jugó más de cincuenta encuentros en Segunda B en una campaña y media. El 31 de agosto de 2008 firmó un contrato de cinco temporadas con el Athletic Club, que pagó un millón de euros para que se incorporara al Bilbao Athletic.
Sin embargo, el 3 de septiembre el técnico del Athletic Club, Joaquín Caparrós, le dio la oportunidad de debutar en un amistoso en el que marcó un gol, ganándose así su confianza. El utrerano decidió apostar por él en lugar de otros laterales más experimentados como Koikili o Javi Casas. El 14 de septiembre de 2008 debutó, como titular, en Primera División en Málaga (0-0). Sin embargo, a mitad de temporada, perdió la titularidad en favor de Koikili. En esa campaña alcanzó la final de la Copa del Rey, aunque no la disputó.
En julio de 2009 el Athletic fichó a Xabi Castillo y el técnico andaluz descartó a Mikel al inicio de la pretemporada. Finalmente, el 11 de agosto se marchó a préstamo al CD Numancia, recién descendido de la Primera División. Tras su regreso, en la temporada 2010-11, fue el cuarto lateral izquierdo del equipo rojiblanco tras Jon Aurtenetxe, Koikili y Xabi Castillo. El Real Valladolid le incorporó a sus filas en agosto de 2011, después de una campaña en la que sólo había jugado un partido con los leones.
Después de dos buenas temporadas en el Valladolid, donde llegó a jugar como lateral derecho y, además, logró el ascenso a Primera División, regresó al Athletic Club, con Ernesto Valverde como técnico. Se convirtió en una pieza clave de la línea defensiva, dejando sin opciones a otros laterales como Aurtenetxe, que había sido titular las dos últimas temporadas, o Enric Saborit. Ambos laterales tuvieron que salir cedidos en diferentes temporadas en busca de minutos. En su primera temporada con Ernesto Valverde, alcanzó la clasificación para la Liga de Campeones de la UEFA. En su segunda temporada, disputó la final de la Copa del Rey 2014-15 frente al Barcelona, donde tuvo la difícil tarea de defender a Leo Messi. En agosto, consiguió tomar revancha al ganar la Supercopa de España 2015, a doble partido, siendo clave su gran marcaje a Messi.
El 24 de septiembre de 2016 marcó el primer gol de su carrera deportiva. Era su partido 170 en el Athletic y el 330 de su carrera. Batió con un gran disparo al meta sevillista Salvatore Sirigu, tras una gran jugada personal, que puso el 2 a 1 a favor del Athletic en la sexta jornada de Liga. El 16 de febrero de 2017 estuvo a punto de anotar su primer gol en Liga Europa, en la ida de dieciseisavos de final ante el APOEL, aunque el desvío del central Merkis hizo que fuera considerado en propia puerta. El 14 de abril disputó su ducentésimo partido con el club rojiblanco ante la UD Las Palmas, convirtiéndose así en uno de los pocos laterales izquierdos a lo largo de la historia del club en conseguirlo.
El 16 de diciembre de 2017, en el derbi vasco ante la Real Sociedad, disputó su partido 200 en Primera División. En ese mismo partido, sufrió una lesión muscular que le apartó del equipo dos meses y medio. Tras su reaparación, en un partido de Liga Europa ante el O.Marsella, sufrió una recaída que le apartó del equipo tres semanas más. En mayo sufrió una lesión en los isquiotibiales cuando apenas quedaban tres jornadas de competición, por lo que no pudo volver a jugar en esa campaña. En la temporada 2018-19 pasó a tener un papel menos protagonista en las alineaciones debido a la llegada de Yuri Berchiche. El 17 de enero de 2021 conquistó su segunda Supercopa de España, en la que fue titular, tras derrotar por 3 a 2 al FC Barcelona. Además, su buena actuación en la competición le llevó a renovar su contrato hasta junio de 2022. En la temporada siguiente, debido a los problemas físicos de Yuri, disputó una treintena de partidos, por lo que el club le renovó otra campaña más.
El 20 de abril de 2023 anunció, en rueda de prensa, su marcha del Athletic Club una década después de su regreso.
El 10 de julio de 2023, firmó por el Deportivo de La Coruña de la Primera Federación.Con el equipo gallego, fue titular indiscutible toda la temporada y logró el ascenso a Segunda División.Tras el ascenso, tomó la decisión de dejar el club blanquiazul a pesar de tener otro año de contrato.Pocos días después, se confirmó su retirada para iniciar una nueva etapa como técnico.

## Selección nacional
Fue internacional sub-19, en 2007, en cinco ocasiones. El 18 de noviembre de 2008 debutó con la selección sub-21, en la derrota por 4-1, ante la selección portuguesa.

## Estadísticas

### Clubes
Actualizado al último partido disputado el 17 de marzo de 2023.
| Club                                  | Div.          | Temporada     | Liga  | Liga  | Copas nacionales | Copas nacionales | Copas internacionales | Copas internacionales | Total | Total |
| Club                                  | Div.          | Temporada     | Part. | Goles | Part.            | Goles            | Part.                 | Goles                 | Part. | Goles |
| ------------------------------------- | ------------- | ------------- | ----- | ----- | ---------------- | ---------------- | --------------------- | --------------------- | ----- | ----- |
| Real Sociedad "B" · España            | 2.ª B         | 2006-07       | 17    | 0     | ―                | ―                | ―                     | ―                     | 17    | 0     |
| Real Sociedad "B" · España            | 2.ª B         | 2007-08       | 36    | 0     | ―                | ―                | ―                     | ―                     | 36    | 0     |
| Real Sociedad "B" · España            | Total club    | Total club    | 53    | 0     | 0                | 0                | 0                     | 0                     | 53    | 0     |
| Athletic Club · España                | 1.ª           | 2008-09       | 24    | 0     | 2                | 0                | ―                     | ―                     | 26    | 0     |
| C. D. Numancia de Soria · España      | 2.ª           | 2009-10       | 26    | 0     | 0                | 0                | ―                     | ―                     | 26    | 0     |
| C. D. Numancia de Soria · España      | Total club    | Total club    | 26    | 0     | 0                | 0                | 0                     | 0                     | 26    | 0     |
| Athletic Club · España                | 1.ª           | 2010-11       | 1     | 0     | 0                | 0                | ―                     | ―                     | 1     | 0     |
| Real Valladolid C. F. · España        | 2.ª           | 2011-12       | 40    | 0     | 1                | 0                | ―                     | ―                     | 41    | 0     |
| Real Valladolid C. F. · España        | 1.ª           | 2012-13       | 32    | 0     | 2                | 0                | ―                     | ―                     | 34    | 0     |
| Real Valladolid C. F. · España        | Total club    | Total club    | 72    | 0     | 3                | 0                | 0                     | 0                     | 75    | 0     |
| Athletic Club · España                | 1.ª           | 2013-14       | 31    | 0     | 6                | 0                | ―                     | ―                     | 37    | 0     |
| Athletic Club · España                | 1.ª           | 2014-15       | 33    | 0     | 7                | 0                | 8                     | 0                     | 48    | 0     |
| Athletic Club · España                | 1.ª           | 2015-16       | 34    | 0     | 6                | 0                | 11                    | 0                     | 51    | 0     |
| Athletic Club · España                | 1.ª           | 2016-17       | 33    | 1     | 3                | 0                | 7                     | 0                     | 43    | 1     |
| Athletic Club · España                | 1.ª           | 2017-18       | 18    | 0     | 0                | 0                | 10                    | 0                     | 28    | 0     |
| Athletic Club · España                | 1.ª           | 2018-19       | 11    | 0     | 2                | 0                | —                     | —                     | 13    | 0     |
| Athletic Club · España                | 1.ª           | 2019-20       | 9     | 0     | 2                | 0                | ―                     | ―                     | 11    | 0     |
| Athletic Club · España                | 1.ª           | 2020-21       | 23    | 0     | 5                | 0                | ―                     | ―                     | 28    | 0     |
| Athletic Club · España                | 1.ª           | 2021-22       | 26    | 0     | 5                | 0                | ―                     | ―                     | 31    | 0     |
| Athletic Club · España                | 1.ª           | 2022-23       | 3     | 0     | 1                | 0                | ―                     | ―                     | 4     | 0     |
| Athletic Club · España                | Total club    | Total club    | 246   | 1     | 39               | 0                | 36                    | 0                     | 321   | 1     |
| R. C. Deportivo de La Coruña · España | 1.ª F         | 2023-24       | 33    | 1     | 0                | 0                | ―                     | ―                     | 33    | 1     |
| R. C. Deportivo de La Coruña · España | Total club    | Total club    | 33    | 1     | 0                | 0                | 0                     | 0                     | 33    | 1     |
| Total carrera                         | Total carrera | Total carrera | 430   | 2     | 42               | 0                | 36                    | 0                     | 508   | 2     |

## Palmarés

### Torneos nacionales
| Título              | País   | Club          | Año  |
| ------------------- | ------ | ------------- | ---- |
| Supercopa de España | España | Athletic Club | 2015 |
| Supercopa de España | España | Athletic Club | 2021 |

### Reconocimientos
| Distinción                                          | Año  |
| --------------------------------------------------- | ---- |
| Seleccionado en el Once de Bronce del Fútbol Draft. | 2009 |